# Аксьонов Іван Олександрович
 Іван Олександрович Аксьонов (нар. 30 (18) листопада 1884, Гірки, Російська імперія (нині Путивльський район Сумської області) — 3 вересня 1935, Москва) — поет, літературний критик, перекладач.

## Біографія
Аксьонов Іван Олександрович народився у дворянській родині 18(30). 11. 1884 в селі Гірки, Російської імперії, нині Путивльський район Сумської області. Закінчив Московський кадетський корпус. В 1905 році завершив навчання в Миколаївському військовому інженерному училищі в Москві. В 1906—1908 рр. служив в інженерних військах в місті Києві. Там познайомився з місцевим літературно-художнім середовищем. В 1907 році був заарештований за підготовку збройного повстання 21 піхотного батальйону та переведений до 2-го Сибірського саперного батальйону. Брав участь у Першій світовій війні. Служив у діючій армії. Напередодні Лютневої революції служив в інженерному управлінні Румунського фронту. Восени 1917 був заарештований румунською владою. Провів чотири місяці у в'язниці, піддавався тортурам. Звільнений після Жовтневого перевороту в обмін на румунських офіцерів. Зустрічався з художником Пабло Пікассо. В 1917 році видав книгу «Пікасо і околиці». Від 1918 був головою ВЧК по боротьбі з дезертирством; військовим комісаром інженерної академії. Пізніше Аксьонов І. О. був ректором театральних майстерень при Театрі ім. В. Мейєрхольда (Москва). В 1920 році викладав теорію літератури у вищих навчальних закладах Москви та Єкатеринбурга. З 1921 року по 1923 рік працював ректором Державних вищих режисерських та Державних вищих акторських майстерень. В 1922—1923 рр. був ректором Державного інституту театрального мистецтва, головою Всеукраїнської спілки поетів. Аксьонов входив у літературну групу «Авангард».

## Літературна діяльність
Аксьонов був представником «срібної доби» російської поезії, презентував новаторське мистецтво. З Д. Бурлюком і В. Маяковським брав участь у диспутах стосовно нового мистецтва, зокрема, був серед ідеологів західницької орієнтації в групі «Центрифуга». Використовував гру слів, поєднанував традиційно несумісні форми і прийоми.
Свої естетичні погляди виклав у книзі «Пикассо и окрестности» (Москва, 1917). В СРСР належав до літературної групи конструктивістів, видав збірку «Серенада» (Москва, 1920), упорядкував «Драматичні твори» Б. Джонсона (у 2-х т., Москва; Ленінград, 1931—1933 рр.). На сюжет «Медеї» Евріпіда написав віршовану драму «Корінфяне» (1918). Перекладав твори англійських драматургів, видав збірку «Елизаветинцы» (Москва, 1916; 2-й т. — 1938). В радянський період займався переважно шекспірознавством.

## Твори
- Аксёнов И. А. К вопросу о современном состоянии русской живописи // Сборник статей по искусству. — 1913.
- Аксёнов И. А. Неуважительные основания: Стихи. М.: Центрифуга.-1916.
- Аксёнов И. А. Пикассо и окрестности: Монография. М., Центрифуга.- 1917.
- Аксёнов И. А. Елизаветинцы [: Сб. переводов: Форд, Джон (драматург), Вып.1 . М.: Центрифуга, 1916. — 299 с.
- Аксёнов И. А. Коринфяне: Трагедия. М., Центрифуга, MCMXVIII.
- Аксёнов И. А. Серенада: Стихи. М.: Мастарчув, 1920. Оформление Г. А. Ечеистова.
- Аксёнов И. А. Ода Выборгскому району. М.: Мастарчув, 1920. Оформление Г. А. Ечеистова.
- Аксёнов И. А. Булань. Стихи, 1920.
- Аксёнов И. А. К ликвидации футуризма // Печать и революция (журнал). 1921. № 3, нояб.—дек.
- Аксёнов И. А., Мейерхольд, Всеволод Эмильевич, Бебутов, Валерий Михайлович, М., 1922.
- Аксёнов И. А. От переводчика. Великодушный рогоносец./ Публ. Фельдман, Олег Максимович // Театр (журнал) . М.: ОГИ, 2000. — ISBN 5-900241-20-3
- Аксёнов И. А.: перевод Кроммелинк, Фернан. М.; Л.: Госиздат, 1926. — 126 с.
- Аксёнов И. Почти всё о Маяковском // Новая Россия (журнал) . 1926. № 3. С.83 — 88.
- Аксёнов И. А. "Гамлет " и другие опыты. М.: Федерация , 1930. — 217 с.
- Аксёнов И. Основы кинодраматургии: Лекции в Сценарной мастерской «Межрабпомфильма», 1931 г. // Киноведческие записки (журнал) . 2000.
- Аксёнов И. Шекспир [ 1932 ] // М., 1933. Т.62.
- Аксёнов И. Трагедия о Гамлете, принце датском, и как она была сыграна актёрами Театра имени Вахтангова // Советский театр (журнал), 1932. № 9. С.21.
- Аксёнов И. А. Бен Джонсон.; Л.: Academia , 1933. Т. 2. — 696 с.
- Аксёнов И. А. Сергей Эйзенштейн. Портрет художника / Общ. ред., послеслов. и коммент. М.: Киноцентр , 1991. — 128 c.
- Аксёнов И. А. Шекспир: статьи . Ч. 1. М.: Гослитиздат , 1937. — 363 с.
- Аксёнов И. А. Елизаветинцы: Статьи и переводы. М.: Художественная литература , 1938. — 719 с.

## Родина
Дружина — поетеса, перекладач, представниця групи «нічевоків», Сусанна Мар (1901—1965)